# Рич, Роберт (фельдмаршал)
Сэр Роберт Рич, 4-й баронет Рич (англ. Sir Robert Rich, 4th Baronet Rich; 3 июля 1685 — 1 февраля 1768) — британский военачальник, политик, фельдмаршал (29 ноября 1757).

## Биография
В 1715 году сформировал 18-й драгунский полк в котором стал полковником. С 1722 года последовательно был полковником 13-го гусарского, 8-го королевского Ирландского гусарского, Карабинерного Его Величества полка, 1-го эскадрона Гвардейских конных гренадер и 4-го драгунского полка.
Во время Войны за Австрийское наследство участвовал в сражении при Деттингене в 1743 году. В 1757 году будучи во главе 4-го полка получил чин фельдмаршала.
В 1740—1768 годах состоял губернатором Королевского госпиталя в Челси, Лондон.
Женился на Элизабет Гриффит; имел двоих сыновей — сэра Роберта Рича, впоследствии 5-го баронета Рича и сэра Джорджа Рича, впоследствии 6-го баронета Рича, и двоих дочерей — Элизабет (ум. 17 сентября 1795) которая вышла замуж за Джорджа Литтлтона; Мэри (умерла незамужней).

## Парламент Великобритании
- 1715-22 — член Палаты общин от Данвича
- 1724-27 — член Палаты общин от Бер Альстон
- 1727-41 — член палаты общин от Сент Ив

## Военные должности
- полковник-командир или шеф-полковник:
- 1715—1717 — 18-й драгунский полк
- 1722-25 — 13-й гусарский полк
- 1725—1731 — драгунский полк сэра Роберта Рича
- 1731-33 — карабинерный полк Его Величества
- 1733-35 — капитан и полковник 1-го эскадрона Гвардейских конных гренадер (1st Troop Horse Grenadier Guards)
- 1735—1768 — 4-й драгунский полк